# Sônia Guajajara
Sônia Guajajara   (Maranhão, 6 de març de 1974), de nom complet Sônia Bone Guajajara, és una líder indígena brasilera. Té estudis d'Humanitats i Infermeria, i és graduada en Educació especial per la Universidade Estadual de Maranhão. Va rebre l'Ordre del Mèrit Cultural l'any 2015.
El 2022, va ser considerada una de les 100 persones més influents del món per la revista Time, any en què fou anunciada també com a primera ministra dels pobles indígenes del Brasil.

## Biografia
La seva militància en protestes i ocupacions va començar a la Coordinadora d'Organitzacions i Articulacions dels Pobles Indígenes de Maranhão (COAPIMA) que la va dur a la coordinació executiva de l'Articulació dels Pobles Indígenes de Brasil (APIB), passant abans per la Coordinació de les Organitzacions Indígenes de l'Amazònia Brasilera (COIAB).
El 2017, la cantant Alicia Keys, compromesa amb diverses causes socials, va cedir el seu espai a l'escenari principal del Rock in Rio per a que Sônia Guajajara fes un parlament a favor de la demarcació de terres a l'Amazònia, moment en què va ser ovacionada pel públic al clam de «Fora Temer!». El discurs es va produir durant la interpretació de «Kill Your Mama», que aborda justament la destrucció del mediambient.
En 31 de novembre de 2017, Sônia Guajajara va ser presentada per la Sectorial Ecosocialista del Partit Socialisme i Llibertat com a precandidata a la presidència de la República del Brasil, a través del manifest «Per una candidatura indígena, anticapitalista i ecosocialista» al web 518anosdepois.com, que denunciava els 518 anys de la colonització europea de Brasil.
El dia 3 de febrer de 2018, Sônia Guajajara va ser presentada com a vicepresidenta en la candidatura encapçalada per Guilherme Boulos, líder del Moviment dels Treballadors Sense Terra, essent la primera candidata d'origen indígena a la presidència de la república.
Sônia Guajajara té veu al Consell de Drets Humans de l'ONU i ha portat denúncies a la Cimera Mundial del Clima i al Parlament Europeu.
El 22 de març de 2022, Sônia va ser confirmada com a precandidata per al càrrec de diputada federal de l'estat de São Paulo a les eleccions legislatives d'aquell any. El 3 d'octubre del mateix es convertí en la primera dona indígena escollida diputada federal per l'estat de São Paulo. Va ser escollida amb 156.966 vots.
El desembre de 2022, Sonia va ser anunciada com la primera ministra dels pobles indígenes del Brasil, cartera nova en el govern de Lula de Silva.

## Premis
El novembre de 2023, Guajajara va ser inclosa en el llistat anual 100 Women que publica la BBC. La corporació va destacar el seu treball en favor dels drets dels pobles indígenes.